# Интернатура
Интернату́ра (от лат. internus — «внутренний») — первичная последипломная специализация выпускников медицинского вуза по одной из врачебных профессий, проводимая после сдачи государственных экзаменов, на базе лечебно-профилактических учреждений под наблюдением и руководством соответствующей кафедры вуза. Проходящих интернатуру называют «инте́рнами». Интернатура является составной частью обязательного полного медицинского образования. Окончившим интернатуру присваивается сертификат врача-специалиста и выдаётся диплом об окончании интернатуры.

## Интернатура в России
1 сентября 2016 года приём в образовательные и научные организации на обучение по программам послевузовского (последипломного) медицинского и фармацевтического образования в интернатуре прекратился. Таким образом, интернатура в РФ перестала существовать, начавшись в СССР с 1968/69 учебного года. Её альтернативами стали ординатура и профессиональная переподготовка.

## Интернатура в кинематографе
Сериалы:
- Интерны
- Скорая помощь
- Анатомия страсти